# Polycyrtus clavator
Polycyrtus clavator là một loài tò vò trong họ Ichneumonidae.